# Municipio de Rainbow (Dakota del Norte)
El municipio de Rainbow (en inglés: Rainbow Township) es un municipio ubicado en el condado de Williams en el estado estadounidense de Dakota del Norte. En el año 2010 tenía una población de 14 habitantes y una densidad poblacional de 0,15 personas por km².

## Geografía
El municipio de Rainbow se encuentra ubicado en las coordenadas 48°30′32″N 103°20′7″O / 48.50889, -103.33528. Según la Oficina del Censo de los Estados Unidos, el municipio tiene una superficie total de 92.99 km², de la cual 92,56 km² corresponden a tierra firme y (0,46 %) 0,43 km² es agua.

## Demografía
Según el censo de 2010, había 14 personas residiendo en el municipio de Rainbow. La densidad de población era de 0,15 hab./km². De los 14 habitantes, el municipio de Rainbow estaba compuesto por el 100 % blancos. Del total de la población el 0 % eran hispanos o latinos de cualquier raza.